# V.
V. è il primo romanzo dello scrittore statunitense Thomas Pynchon, pubblicato negli Stati Uniti nel 1963, considerato uno dei testi che hanno contribuito alla nascita della narrativa postmoderna. In V. sono già presenti alcune cifre stilistiche tipiche di Thomas Pynchon: il gusto per il pastiche, il tono apocalittico, lo stile debordante, lo humor nero. Il romanzo ebbe il riconoscimento del premio "First Novel Award", da parte della fondazione William Faulkner, che contribuì a portare all'attenzione della critica mondiale lo stile di Thomas Pynchon.
Il titolo del romanzo allude all'oggetto della ricerca nella quale è impegnato Herbert Stencil, giovane viaggiatore e avventuriero inglese, il cui padre faceva parte dei servizi segreti ed è morto a Malta in circostanze misteriose nel 1919, mentre indagava sui "moti di giugno". Stencil decide di fare luce sulla fine di suo padre andando alla ricerca di una donna della quale conosce solo l'iniziale del nome, V., rinvenuto tra gli appunti del padre.

## Trama
(Thomas Pynchon, V., pag. 75)
Il romanzo, considerato uno dei più originali pubblicati nel 1963, è un puzzle che lentamente si sviluppa attraverso flashback episodici, tenuti insieme dallo stratagemma della ricerca di V. La narrazione alterna capitoli nei quali il protagonista è l'ex marinaio Benny Profane con capitoli che narrano la storia dell'inglese Herbert Stencil, più altri capitoli di “digressioni” nei quali non appare nessuno dei due, e che solo alla fine della narrazione si integrano in un quadro complessivo. Questa struttura si apre su un considerevole spaccato della storia del XX secolo ed una galleria di personaggi che si muovono intorno a Stencil e Profane, il primo alla ricerca di qualcosa che ha perduto, mentre il secondo è uno schlemihl che non ha più nulla da perdere, in un viaggio che li porta da New York ad Alessandria, Il Cairo, Parigi, Firenze, Malta ed in Africa.
L'inquietante e misteriosa V., l'emblema inseguito tra i continenti, non può essere identificato singolarmente, in quanto l'iniziale qualifica una serie di personaggi che rimandano al principio dell'eterno femminino, la sfinge, l'alma mater, la donna fatale, dalla regina Vittoria a Venere, dalla mitica Vheissu a località geografiche (la Valletta, Malta); riecheggiando Breton e Baudelaire, oggetto del desiderio privo di corporeità. 

### I - Nel quale Benny Profane, schlemihl e anche un po' yo-yo, arriva a toccare l'apocheir
Norfolk (Virginia), 1955. Benny Profane, appena congedatosi dalla marina degli Stati Uniti, incontra in un locale alcuni ex-commilitoni. Fa anche la conoscenza della giovanissima cameriera maltese Paola Maijstral, che ha sposato il suo amico marinaio Pappy Hod per ottenere un visto d'ingresso negli Stati Uniti. Dopo avere rischiato l'arresto per una bravata, la sua amica Rachel Owlglass gli procura un biglietto d'autobus per New York, e Benny porta con sé Paola nella metropoli; qui passa le giornate facendo lo "yo-yo" su è giù per la metropolitana e sbarcando il lunario con lavori occasionali, finché conosce per caso un gruppo di ragazzini ispano-americani che lo convincono a lavorare nelle fogne come cacciatore di coccodrilli albini.

### II - La Whole Sick Crew
Benny Profane, il vero antieroe del romanzo, frequenta la "Whole sick crew" (tradotta in italiano come "Banda dei Morbosi"), la compagnia di amici di Rachel Owlglass, passando il tempo in discussioni letterarie, da una festa all'altra, e da una sbronza alla successiva. Tra gli altri ci sono l'artista itinerante Slab che si autodefinisce un "espressionista catatonico", ed Esther Harvitz, giovane ebrea che divide l'appartamento con Rachel (e adesso anche con Paola, l'amica di Benny Profane), che ossessionata dalla forma del proprio naso decide di sottoporsi a un intervento di chirurgia estetica dal dottor Schoenmaker. A pagare l'intervento è però Rachel, perché Esther è squattrinata.
Durante una festa le ragazze conoscono Herbert Stencil, un uomo che gira il mondo a caccia di un fantasma del quale ha trovato tracce nel diario del padre, Sidney Stencil, agente dei servizi segreti britannici, morto misteriosamente a Malta nel 1919. Le memorie di Stencil padre contengono un'allusione a qualcosa o qualcuno chiamato "V.": "Dietro V., dentro di lei c'è molto di più di quanto nessuno abbia mai sospettato." In colpa per avere trascurato il rapporto con il padre, Stencil è deciso a risolvere il mistero di V.

### III - Nel quale Stencil, un abile trasformista, assume otto personalità diverse
Il titolo suggerisce come interpretare questo capitolo, ambientato alla fine del XIX secolo tra la comunità inglese in Egitto, che si sviluppa in otto sezioni, ognuna raccontata attraverso il punto di vista di un personaggio differente: camerieri, ferrovieri, fellahin che si trovano a contatto con i protagonisti; siccome nessun punto di vista abbraccia l'insieme degli avvenimenti, parecchi particolari vanno perduti. Per comprendere la dinamica degli eventi bisogna rifarsi a un racconto pubblicato da Thomas Pynchon nel 1961, “Sotto la rosa” (Under the Rose, 1961), del quale questo capitolo è una riscrittura.
A New York, Stencil divide l'appartamento con Bongo-Shaftsbury, il cui padre aveva ucciso in duello in Egitto un collega di suo padre Sidney Stencil. Era accaduto al Cairo nel 1890, dove Porpentine, agente segreto inglese, complottava per assassinare il console generale Lord Cromer, l'unico in grado di fare fronte alle conseguenze dell'incidente di Fashoda, la località dell'Alto Nilo dove l'esercito francese e quello inglese si scontrarono nella corsa frenetica all'espansione coloniale. Archeologo di professione, il vecchio Bongo-Shaftsbury divideva con un collega di Porpentine, di nome Goodfellow, le attenzioni della giovane Victoria Wren (prima apparizione di V. nella trama). Porpentine rimane ucciso durante un tentativo di assassinare a teatro Lord Cromer.

### IV - Nel quale Esther si fa fare la plastica al naso
Esther Harvitz conosce tramite Stencil il dottor Schoenmaker, medico che la opera al naso, e che si è appassionato di chirurgia estetica a causa di un incidente di guerra. Nel 1918 si trovava in Europa, in qualità di meccanico addetto alla manutenzione degli aerei da guerra: il giovane aviatore inglese Evan Godolphin, ferito al viso durante un'azione, subì una terapia ricostruttiva del viso. Tornato negli Stati Uniti, Schoenmaker inizia a studiare medicina. Dopo l'operazione estetica lui ed Esther diventano amanti.

### V – Nel quale Stencil per poco non va a finire all'Ovest con un alligatore
Durante la caccia a un alligatore nelle fogne, Profane penetra in una zona del sottosuolo della metropoli conosciuta come “parrocchia di Fairing”. Negli anni trenta padre Fairing era arrivato alla conclusione che alla morte di New York il controllo della città sarebbe passato ai topi. Decise perciò di evangelizzare gli abitanti delle fogne. I suoi diari, ritrovati postumi dagli operai delle fognature accanto a un tumulo di terra, parlano dei suoi tentativi di insegnare le sacre scritture ai ratti. Spiccano i nomi di santi con i quali ha battezzato i suoi parrocchiani: Ignazio, Bartolomeo, Teresa, Agostino e così via; il ratto Veronica (di nuovo un nome che inizia per V) è ritenuta da padre Fairing "l'unica anima del gregge da salvare".
Nel frattempo Rachel riceve la visita del marinaio Pig Bodine, che viene a intercedere presso Paola per conto del suo ex marito Pappy Hod; Pappy, commilitone di Bodine, si trova nel Mediterraneo con la marina statunitense.

### VI – Nel quale Profane ritorna in superficie
A New York City, Profane abita a casa del collega Geronimo Mendoza, la cui sorella Fina ha una enorme influenza su una banda di piccoli teppisti di periferia. Ben presto, con l'esaurirsi degli alligatori nella fognatura, viene meno il lavoro di Profane nel sotterraneo. Mentre comincia a guardarsi intorno in cerca di un nuovo impiego, Benny decide di lasciare casa Mendoza per evitare complicazioni sentimentali con Fina che si è innamorata di lui.

### VII – È appesa alla parete che dà sul lato ovest
L'odontoiatra Eigenvalue custodisce una dentiera di metalli preziosi che Stencil ritiene appartenere alla misteriosa V., la donna che suo padre Sidney ha conosciuto nella città di Firenze, a fine secolo scorso. Il resto del capitolo è un lungo flashback nel passato che contiene diverse allusioni a nomi che iniziano con la lettera V: Victoria, Venezuela, Venere, Vheissu, località mitica la cui pronuncia sembra echeggiare la frase tedesca wie heißt du (in tedesco: "Come ti chiami?"), oppure Venus (Venere).
Nell'aprile 1899 il giovane Evan Godolphin riceve un messaggio dal padre Hugh, che gli chiede di raggiungerlo a Firenze. Entrambi sono nei servizi segreti britannici. Nello stesso momento nella città toscana il Gaucho, fuoriuscito venezuelano (di origine italiana) si accorda con il rivoluzionario Mantissa per sottrarre dal museo degli Uffizi la nascita di Venere del Botticelli. A Firenze è presente nello stesso tempo anche la diciottenne Victoria Wren, che incontra per caso in strada Hugh Godolphin in stato confusionale; il vecchio agente segreto le racconta della propria spedizione nella perduta città africana di Vheissu, luogo surreale che tormenta i suoi sogni da 15 anni.
Un messaggio avverte il console del Venezuela dell'attività cospiratoria degli esuli, si sospetta una manovra diversiva alla galleria degli Uffizi per assaltare la vicina rappresentanza consolare: il Gaucho viene arrestato (insieme a Evan Godolphin, il cui cognome viene confuso con quello del fiorista Gadrulfi da un impiegato del consolato) e interrogato da Sidney Stencil, convinto che la congiura dei venezuelani abbia a che vedere con il mistero di Vheissu. Hugh Godolphin confessa a Mantissa di aver raggiunto il Polo Sud, e di aver trovato una scimmia-ragno di Vheissu sepolta sotto uno strato di ghiaccio. I suoi complici decidono di portare il dipinto di Botticelli fuori dal museo, nascosto nel tronco cavo di un albero di Giuda, ma il furto del dipinto va a monte. I due Godolphin fuggono dalla città insieme a Mantissa.

### VIII – Nel quale Rachel si riprende il suo yo-yo, Roony canta una canzone e Stencil chiede l'aiuto di Bloody Chiclitz
Benny Profane si reca nell'ufficio di collocamento in cui lavora Rachel, che gli procura un impiego presso la Anthroresearch Associates. L'odontoiatra Eigenvalue presenta Stencil al suo amico Bloody Chiclitz, presidente del gruppo Yoyodine; in uno degli stabilimenti della società, Stencil conosce quasi per caso un ingegnere tedesco di nome Mondaugen, che durante la guerra aveva lavorato a Peenemünde ai progetti della V-1 e della V-2, la cui lettera iniziale incuriosisce naturalmente Stencil. Mondaugen gli racconta una storia vissuta in prima persona negli anni venti.

### IX – La storia di Mondaugen
Nel 1922 Kurt Mondaugen, appena diplomato al politecnico di Monaco di Baviera, arriva nella colonia tedesca dell'Africa Sudoccidentale per dare la caccia a inspiegabili emissioni radio ai margini del deserto del Kalahari. Quasi contemporaneamente la popolazione Herero della colonia si ribella su larga scala all'oppressione, e Mondaugen si rifugia insieme a tutti gli altri bianchi della regione nella casa fortificata di Foppl, in quello che gli occupanti descrivono Assedio-Party. Tra gli assediati si distinguono l'avventuriera Vera Meroving e il suo accompagnatore, il tenente Weissmann, che vivono la situazione come un Fasching, il folle carnevale di Monaco; è anche presente un inglese di nome Godolphin, bloccato dalla rivolta mentre si recava a Città del Capo per organizzare una spedizione al polo sud.
Mondaugen subisce il fascino sensuale di Vera Meroving, la quale gli racconta il mito della città perduta di Vheissu. Mondaugen intuisce che lei e Godolphin si sono già conosciuti in altri tempi e in altri luoghi. L'assedio si prolunga fino all'arrivo dell'esercito coloniale; la rivolta viene repressa in uno sconsiderato bagno di sangue, quasi un genocidio degli Herero. Nell'osservare il comportamento di Weissmann e dei suoi colleghi ufficiali, Mondaugen ha l'impressione che nella colonia si sperimenti “il progetto per la costruzione di un mondo al quale niente poteva impedire di diventare realtà,” quel mondo di disperazione totale che sarà il nazismo.

### X – Nel quale varie coppie di giovani si mettono insieme
Benny Profane è guardiano notturno alla Anthroresearch Associates. La sua compagnia durante il lavoro è SHROUD, synthetic human radiation output determined, un androide costruito come esperimento dei laboratori, con il quale immagina di avere silenziose conversazioni notturne che aumentano i suoi sospetti verso "il mondo degli oggetti inanimati". I membri della Whole Sick Crew si prendono e si lasciano come al gioco dello yo-yo. Paola consegna a Stencil un plico di fogli dattiloscritti lasciatole da suo padre, dal titolo "Le confessioni di Fausto Maijstral".

### XI – Le confessioni di Fausto Maijstral
Nel diario consegnato alla figlia Paola, Fausto Maijstral racconta della sua giovanile scapigliatura nell'isola di Malta insieme a altri due altri poeti, Maratt e Dnubietna. Proprio quest'ultimo potrebbe essere il vero padre di Paola, perché Maijstral sospetta una relazione extraconiugale con la sua giovane moglie Elena Xemxi. Dopo gli anni spensierati e anarchici che precedono la seconda guerra mondiale, con l'apertura delle ostilità tra l'Asse e gli Alleati nel 1940, l'Italia e la Luftwaffe investono la colonia inglese di Malta con una violenta offensiva aerea. Il lungo assedio non spezza la resistenza dei maltesi malgrado le incursioni quasi giornaliere. Proprio nei giorni più duri della guerra Maijstral scopre la nefasta influenza di una misteriosa figura chiamata il Prete Cattivo, che come nel Faust di Goethe assume la caratteristica di un vero e proprio antagonista demoniaco: Elena lo descrive come "una figura sinistra, però il suo modo di parlare faceva pensare a Cristo".
Il Prete Cattivo tenta di indurre a Elena all'aborto, ma il confessore padre Avalanche riesce a sventare il pericolo. L'influenza della malvagia figura rimane comunque molto forte fino al terribile giorno in cui Malta subisce tredici successive incursioni aeree della Luftwaffe. Per caso, Fausto scopre sotto le macerie di un edificio il corpo schiacciato del Prete Cattivo; un gruppo di bambini accorsi per curiosare nella devastazione scopre che sotto il cappello a tesa larga si nasconde una parrucca di lunghi capelli bianchi. Il Prete Cattivo è in realtà una donna calva che porta sul cuoio capelluto un tatuaggio della crocifissione. Le sorprese non sono finite; i bambini cominciano a smontare la donna agonizzante come un automa: la dentiera, un occhio di vetro dall'iride a forma di orologio, persino uno zaffiro incastonato nell'ombelico, che sanguina quando viene rimosso con la punta di una baionetta.

### XII – Nel quale le cose non si mettono tanto bene
Esther Harvitz scopre di essere incinta, Pig Bodine le consiglia di procurarsi i soldi per volare a Cuba e abortire. La Whole Sick Crew lancia una colletta per aiutarla. Lo yo-yo dell'amore coinvolge finalmente la nuova coppia Rachel e Profane.

### XIII – Nel quale si scopre che il cordino dello yo-yo è uno stato d'animo
Pig Bodine cerca di portarsi a letto Paola. Profane viene licenziato dalla Anthroresearch. Ossessionato dalla lettura del diario di Fausto Majistral, dove di nuovo ha rinvenuto tracce della misteriosa V., Stencil tenta di convincere Benny Profane a accompagnare lui e Paola in un viaggio a Malta; ci riesce solo coinvolgendolo nel furto della dentiera di metalli preziosi di Eigenvalue, che potrebbe essere un reperto meccanico del Prete Cattivo.

### XIV – V. è innamorata
Parigi, 1913. Da poco giunta nella capitale francese, la giovane ballerina belga Mélanie L'Heuremaudit cade sotto l'influenza sessuale di una donna nella quale non è difficile individuare V. che adesso ha 33 anni. Durante uno spettacolo in cui dovrebbe impersonare il personaggio della bambola Su Feng, per una ragione sconosciuta Mélanie evita deliberatamente di indossare la cintura di castità, essenziale per evitare incidenti nell'ultimo numero acrobatico, e finisce praticamente impalata in scena davanti al pubblico. La sua morte viene interpretata come una non usuale performance emotiva.

### XV Sahha
La Whole Sick Crew è all'ultimo atto. Benny Profane capisce che il furto a Eigenvalue del quale è stato complice lo costringerà a fuggire all'estero, e di conseguenza a accompagnare Paola e Stencil nel loro pellegrinaggio a Malta.

### XVI – La Valletta
Malta, 1956. Pappy Hod, il marito di Paola, è imbarcato sulla nave da guerra Scaffold all'ancora nel porto della Valletta (anche il nome della capitale dell'isola inizia per V.) durante la crisi di Suez. Sbarcata a Genova, sua moglie lo raggiunge dopo un avventuroso viaggio attraverso l'Italia in compagnia di Stencil e Profane. Paola e il marito Pappy si rimettono insieme. Fausto Maijstral presenta a Stencil padre Avalanche, nella speranza che lo illumini su V.; il vecchio prelato gli rivela che il suo predecessore nella parrocchia era quel padre Fairing finito poi a catechizzare i topi nelle fogne di New York City. In questo capitolo Pynchon propone una divertente ipotesi sull'origine del Kilroy, il graffito che appare anche sui muri di Malta, che deriverebbe in realtà dal grafico di un filtro passa banda.

### Epilogo – 1919
Sidney Stencil, agente del controspionaggio inglese, approda a Malta dopo la fine della prima guerra mondiale. Un arabo di nome Mehemet, che sostiene di essere un pirata saraceno incappato nel 1324 in una falla temporale che lo avrebbe trasportato nel futuro, gli racconta la leggenda di Mara, incarnazione dell'eterno femminino. Catturata dal corsaro Dragut, Mara giunse a Costantinopoli dove entrò a far parte dell'harem del sultano, che riuscì a far decapitare con una congiura. Lo spirito di Mara aleggia ancora intorno all'isola mediterranea. La missione di Stencil consiste nell'infiltrarsi nel movimento insurrezionale, del quale fa parte il padre di Fausto Maijstral; ma sulla scena compare la fatale Veronica Manganese, amica di D'Annunzio e probabile agente dei servizi segreti italiani, oltre che amante di Maijstral. Carla, moglie di Maijstral, prega Stencil di escluderlo dal doppio gioco perché teme per la sua vita; interviene anche il suo confessore padre Fairing. Scoppiano i disordini, le cosiddette "giornate di giugno", la marina inglese interviene per stroncarli. Per un attimo, mentre ritorna sul continente, Sidney perisce in un naufragio dovuto a una tempesta improvvisa; per un attimo pensa al figlio ormai diciottenne Herbert, che ha avuto da Veronica Manganese.

## Critica
(Italo Calvino, Lezioni americane, pag. 110)
(Thomas Pynchon, V., pag. 542)
V. non è solo l'iniziale del nome di una misteriosa ragazza inglese, ma anche l'iniziale di Venere, Vergine, Vagina e, alla fine, di Vuoto. Oltre a essere la lettera iniziale di molti dei nomi femminili (oppure di una sola donna dai molti travestimenti), anche topografici, la lettera "V" è il concetto unificante nella "follia" del romanzo: un testo "folle" dunque, non perché metta in scena né tantomeno provochi reazioni psicotiche, ma perché le decine e decine di storie nascoste tra le sue pagine mostrano personaggi a vari stadi di alienazione nei confronti del mondo e della cultura che li circonda.
V. è "un romanzo enciclopedico moderno", un genere nato, secondo Italo Calvino con il romanzo di Gustave Flaubert Bouvard et Pécuchet, che include "un'analisi dello sfacelo, una coscienza del collasso, una testimonianza della frammentazione, una critica radicale del concetto di verità. Se non c'è più verità nella storia e nella scienza (...) tutto diventa uguale a tutto". Letto per lungo tempo come paradossale ricerca della verità, che non riesce mai a raggiungere la propria meta, quindi come metafora di una condizione postmoderna di radicale incertezza e disorientamento, V. appartiene a quel genere 'picaresco americano' i cui caratteri sono una considerevole lunghezza, una galleria di personaggi eccentrici e/o grotteschi dai nomi buffi scelti apposta per essere ricordati, costruito come una serie di episodi/avventure nei quali il protagonista è praticamente trascinato, il tutto unificato da una Quest, una “cerca” in senso epico, che in questo caso è l'identità della misteriosa V.
L'eccesso di connessioni che caratterizza il principio strutturale che governa V. è riferito non solo allo spazio, ma anche alla Storia, una «cospirazione universale contro l'uomo». «Questa cospirazione è la complessità, spesso aleatoria e minima, della catena di eventi che determinano le vicende umane, influenzando tutte le loro dimensioni, da quelle macropolitiche a quelle microindividuali». Ne emerge un quadro d'insieme che non è azzardato accostare all'effetto visivo di “un trittico di Hieronymus Bosch”.
"Gli eroi dei suoi libri cercano faticosamente di raccogliere insieme le rovine del mondo per dare sostanza all'idea, insensata, che il mondo continui ad essere sensato", stante la minaccia continua di venire gradualmente sostituiti da androidi, da esseri bionici di carne e macchina. Così come nei romanzi successivi, Pynchon mette infatti in evidenza la prossimità tra la biologia dell'uomo e la meccanica, sottolineando la graduale perdita dell'identità umana in una metamorfosi che è l'esatto contrario dell'antropomorfismo, come il naso ricostruito dalla chirurgia estetica del Dr. Schoenmaker ("schoen" + "maker": colui che crea bellezza), un personaggio che non a caso da giovane faceva il meccanico, per rivelare la vera essenza di Esther:
(Thomas Pynchon, V., pag. 367 - pag 69)
Da questa doppia trama Profane/Stencil si diramano numerose divagazioni in flashback che costituiscono il vero cuore postmoderno di V.: il Grande gioco dei servizi di intelligence francesi, inglesi, tedeschi e russi sullo scacchiere coloniale; il grottesco fantastico dell'evangelizzazione dei topi nella storia di Padre Fairing; il diario di Maijstral che porta allo scoperto la contrapposizione manichea tra organico e inorganico, latente in tutta l'opera; la teoria del complotto che non rimanda a classiche storie di spionaggio bensì a una poetica paranoica che Pynchon porterà alle estreme conseguenze nella produzione successiva; infine, la tragica vicenda degli Herero della Namibia che nel 1905 furono vittime di un genocidio per rappresaglia contro la rivolta al dominio coloniale tedesco, ambientazione di fondo di uno dei capitoli più belli, quel “La storia di Mondaugen” che rappresenta un racconto lungo a parte, al punto che Rizzoli l'ha anche pubblicato come volume a sé stante.

## Riferimenti a V. in altre opere
- Nel fumetto V for Vendetta di Alan Moore, il protagonista, chiamato appunto V, in alcune vignette è intento nella lettura del libro.
- Numerosi parti della serie televisiva Star Trek, come pannelli di controllo, placche, recano la dicitura Yoyodyne Propulsion Systems o YPS.
- La band inglese Benny Profane prende il nome da uno dei personaggi di V.
- Nel film Le avventure di Buckaroo Banzai nella quarta dimensione, la "Yoyodyne Propulsion Systems", il nome di copertura di una compagnia gestita da alieni, è un riferimento a al romanzo.
- La Yoyodyne è uno dei clienti della società Wolfram and Hart della serie TV Angel.
- Il titolo di un album dei Thrice del 2005, Vheissu, è riferito a V.